# Bakelit

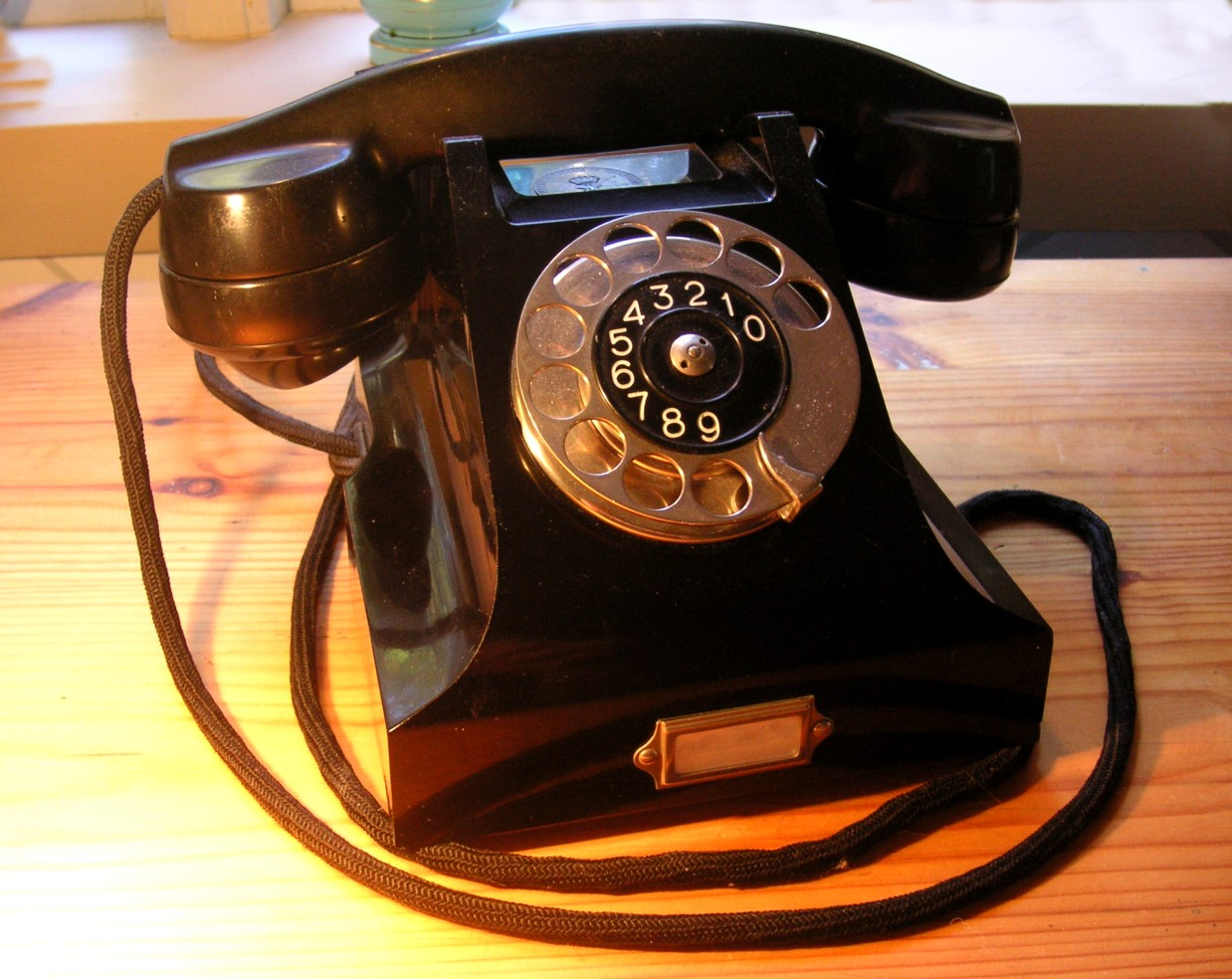
Ericssons första bakelittelefon från 1931

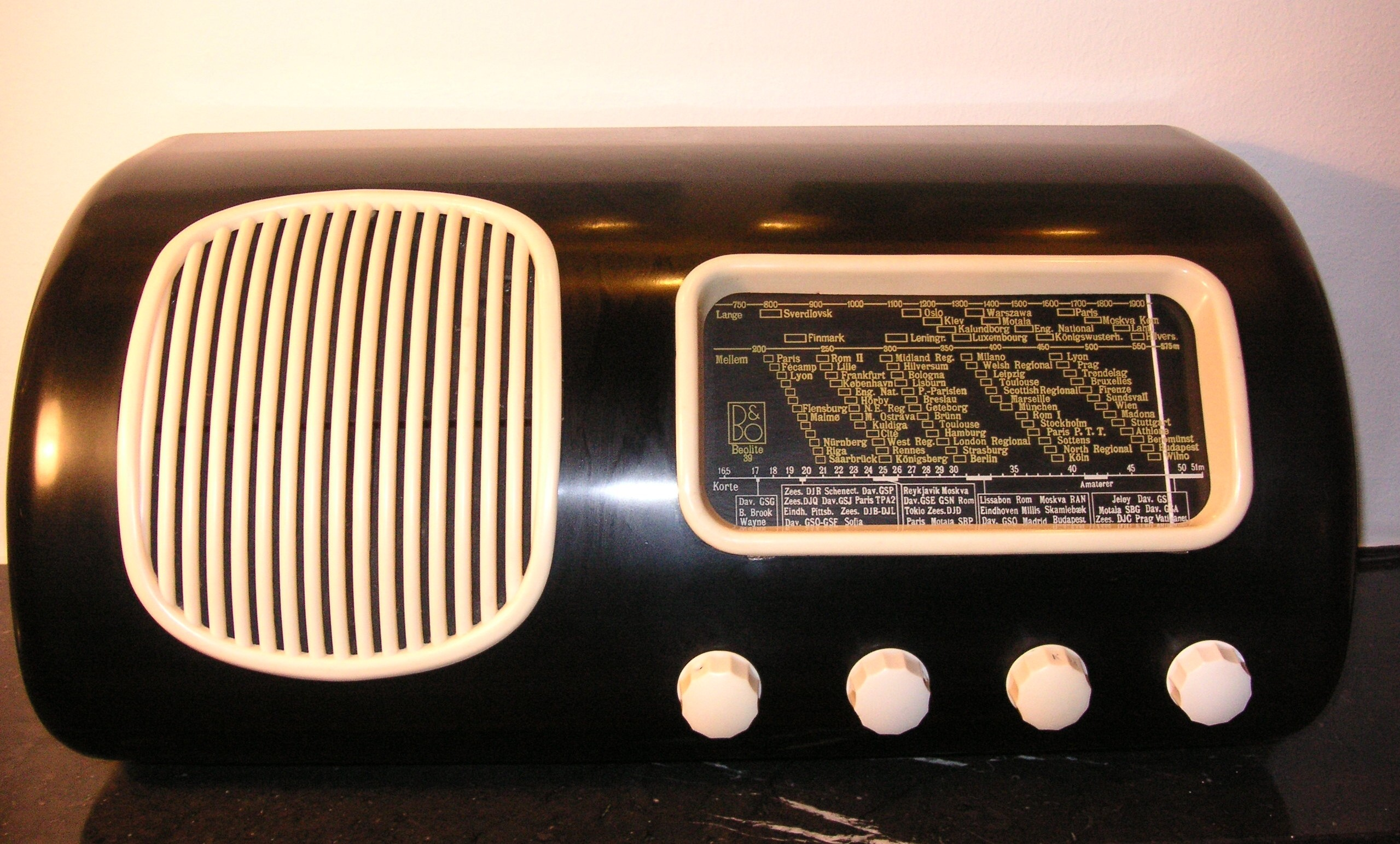
Bang & Olufsens radioapparat Beolit 39 helt i bakelit från 1938

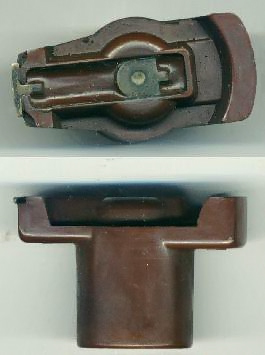
Fördelarrotor i bakelit

Bakelit (fenolplast) är en osmältbar (härdad) plast som var det första plastmaterialet som framställdes i industriell skala. Det uppfanns av Leo Baekeland i Yonkers, New York omkring 1907–1909. Materialet har blivit allt mindre använt allteftersom nyare plaster uppfunnits.
Bakelit framställs genom kondensering av fenoler med formaldehyd. Bakelitbildningen försiggår i tre stadier under successivt avtagande av produktens löslighet och smältbarhet:
- första kondensationsprodukten, produkt A (även känd som Novolak) är trögflytande, men kan även vara fast och spröd. Den är löslig i bland annat alkohol, aceton samt natronlut och smälter vid försiktig upphettning.
- nästa, produkt B, är vid vanlig temperatur fast, spröd och olöslig, men sväller i aceton. Den är osmältbar, men mjuknar vid upphettning, så att den blir elastisk och gummiartad samt kan formas. Vid avsvalning blir den åter hård och spröd.
- Slutprodukten C är osmältbar och olöslig i alla lösningsmedel, även alkaliska.

Som följd av detta kan bakelit i stadierna A och B lätt formas, till exempel genom pressning, varpå föremålen genom ett slags härdningsprocess omvandlas till produkt C eller fullt färdig bakelit. Detta åstadkoms genom försiktig upphettning under några timmar vid ungefär 160 °C i tryckkärl, i vilka luft eller kolsyra inpressas till omkring 800 kPa tryck. Slutprodukten är en genomskinlig eller elfenbensartad hård massa; den är ett utmärkt isoleringsmedel för värme och elektricitet samt står väl emot slag och stötar såväl som inverkan av fuktighet, utspädda syror och alkalier. Den kan utan smältning eller sönderdelning upphettas till 300 °C och kan bearbetas med skärande verktyg.
Lösningar av bakelit A kan användas till impregnering av trä, papper, konststen med mera samt till fernissartade överdrag på till exempel metaller. Även i sådana användningsområden omvandlas bakeliten till sist, genom härdning, till bakelit C. Trä, tyg eller papp som behandlats på detta sätt är absolut tätt samt mycket hårt och fast och motstår kemiska lösningsmedel, nötning, förmultning och så vidare. Bakelitlösningar kan användas även som lim och kitt.
Vanliga benämningar av råämnen:
- Bakelit = Fenolplast
- Vävbakelit = Vävarmerad fenolplast
- Pappersbakelit (fenolpapper) = Pappersarmerad fenolplast

Fenolpapper och vävbakelit är mycket vanliga material för elektroniska kretskort, men industriellt har de på senare år alltmer konkurrerats ut av glasfiberbaserade material. För hemmabyggare och enklare elektronikbyggsatser är det dock fortfarande vanligt med kretskort i dessa material.
Ett av Skandinaviens första plastmaterial var det starkt bakelitliknande isolit som utvecklades 1917–1918 av Innanendra Das Gupta vid Perstorp AB. Den första rena bakelittillverkaren i Sverige var AB Alpha i Stockholm som tillverkade strömbrytaren Pello och bakelitdetaljer till Ericssons telefoner med start i början av 1920-talet.